# Rubidiumchlorat
Rubidiumchlorat ist das Rubidiumsalz der Chlorsäure mit der chemischen Zusammensetzung RbClO3.

## Herstellung
Rubidiumchlorat kann aus Rubidiumsulfat und Bariumchlorat hergestellt werden.
{\displaystyle \mathrm {Rb_{2}SO_{4}+Ba(ClO_{3})_{2}\longrightarrow 2\ RbClO_{3}+BaSO_{4}\downarrow } }

## Eigenschaften

### Physikalische Eigenschaften
Die Löslichkeit von Rubidiumchlorat in Wasser nimmt mit steigender Temperatur zu und ist in untenstehender Tabelle angegeben.
| Löslichkeit von RbClO3 in Wasser |       |      |      |    |       |       |       |     |
| Temperatur [°C]                  | 0     | 8    | 19,8 | 30 | 42,2  | 50    | 76    | 99  |
| Löslichkeit [g/l]                | 21,38 | 30,7 | 53,6 | 80 | 124,8 | 159,8 | 341,2 | 628 |

Rubidiumchlorat kristallisiert im trigonalen Kristallsystem mit der Raumgruppe R3m (Raumgruppen-Nr. 160) und den Gitterparametern a = 608.9 pm und c = 817.4 pm, in der Elementarzelle befinden sich drei Formeleinheiten.

### Chemische Eigenschaften
Beim Erhitzen zerfällt Rubidiumchlorat in Rubidiumchlorid und Sauerstoff:
{\displaystyle \mathrm {2\ RbClO_{3}\longrightarrow 2\ RbCl+3\ O_{2}\uparrow } }